# Pristicon
Pristicon is een geslacht van straalvinnige vissen uit de familie van de kardinaalbaarzen (Apogonidae).

## Soorten
- Pristicon rhodopterus Bleeker, 1852
- Pristicon rufus Randall & Fraser, 1999
- Pristicon trimaculatus Cuvier, 1828